# Kanton Saint-Jean-d'Angély
Saint-Jean-d'Angély is een kanton van het Franse departement Charente-Maritime. Het kanton maakt deel uit van de arrondissementen Saint-Jean-d'Angély (36), Rochefort (2) en Saintes (2)

## Gemeenten
Het kanton Saint-Jean-d'Angély omvatte tot 2014 de volgende 19 gemeenten:
- Antezant-la-Chapelle
- Asnières-la-Giraud
- La Benâte
- Bignay
- Courcelles
- Les Églises-d'Argenteuil
- Fontenet
- Landes
- Mazeray
- Poursay-Garnaud
- Saint-Denis-du-Pin
- Saint-Jean-d'Angély (hoofdplaats)
- Saint-Julien-de-l'Escap
- Saint-Pardoult
- Ternant
- Varaize
- La Vergne
- Vervant
- Voissay

Na de herindeling van de kantons door het decreet van 27 februari 2014, met uitwerking op 22 maart 2015, telde het kanton 42 gemeenten.
Op 1 januari 2016 werden de gemeenten La Benâte en Saint-Denis-du-Pin samengevoegd tot de fusiegemeente (commune nouvelle) Essouvert.

Op 1 januari 2018 werden de gemeenten Chervettes en Saint-Laurent-de-la-Barrière en de gemeente Vandré uit het kanton Surgères samengevoegd tot de fusiegemeente (commune nouvelle) La Devise, waarna het decreet van 26 december 2019 de voormalige gemeente Vandré overhevelde naar dit kanton.
Sindsdien omvat het kanton volgende 40 gemeenten
- Annepont
- Annezay
- Archingeay
- Bernay-Saint-Martin
- Bignay
- Bords
- Champdolent
- Chantemerle-sur-la-Soie
- Courant
- La Croix-Comtesse
- Dœuil-sur-le-Mignon
- La Devise
- Essouvert
- Fenioux
- Grandjean
- La Jarrie-Audouin
- Landes
- Loulay
- Lozay
- Mazeray
- Migré
- Le Mung
- Nachamps
- Les Nouillers
- Puy-du-Lac
- Puyrolland
- Saint-Crépin
- Saint-Félix
- Saint-Jean-d'Angély
- Saint-Loup
- Saint-Savinien
- Taillant
- Taillebourg
- Ternant
- Tonnay-Boutonne
- Torxé
- La Vergne
- Vergné
- Villeneuve-la-Comtesse
- Voissay